# Bettendorf (Luxemburg)
Bettendorf (luxemburgisch Bettenduerfⓘ) ist eine Gemeinde im Großherzogtum Luxemburg und gehört zum Kanton Diekirch. Die Gemeinde wurde nach dem gleichnamigen Dorf benannt, der der Hauptort ist.
Mit den Gemeinden Colmar-Berg, Diekirch, Ettelbrück, Erpeldingen und Schieren bildet Bettendorf den Kern der Nordstad. Diese Region gilt neben den Städten Luxemburg und Esch an der Alzette als dritter Entwicklungspol des Landes.

## Geographische Lage
Die Gemeinde Bettendorf befindet sich im Nordosten Luxemburgs und liegt an den Ufern der Sauer. Zusammen mit seinen Nachbargemeinden bildet Bettendorf die Grenze zu den luxemburgischen Ardennen (dem Ösling).

## Wappen
Das Wappen der Gemeinde Bettendorf ist aus drei Bestandteilen bestehender Wappen zusammengesetzt, die die drei Ortschaften der Gemeinde symbolisieren. Dabei steht das schwarze Ankerkreuz auf goldenem Grund für Bettendorf, die drei Lilien auf grauem Grund für Gilsdorf und rot gezackte Trennungslinie für Moestroff. Das Ankerkreuz auf goldenem Grund stammt aus dem Wappen der Herren von Bettendorf und die gezackte rote Linie (auf silbernem Grund) wurde dem Wappen von Th. de Kerpen entnommen, der im 14. Jahrhundert Grundherr von Moestroff war. Die drei Lilien auf silbernem Grund stammen jedoch nicht aus dem Wappen eines Herren von Gilsdorf, sondern wurden dem Wappen der Herren von Folkendange entliehen.

## Zusammensetzung der Gemeinde

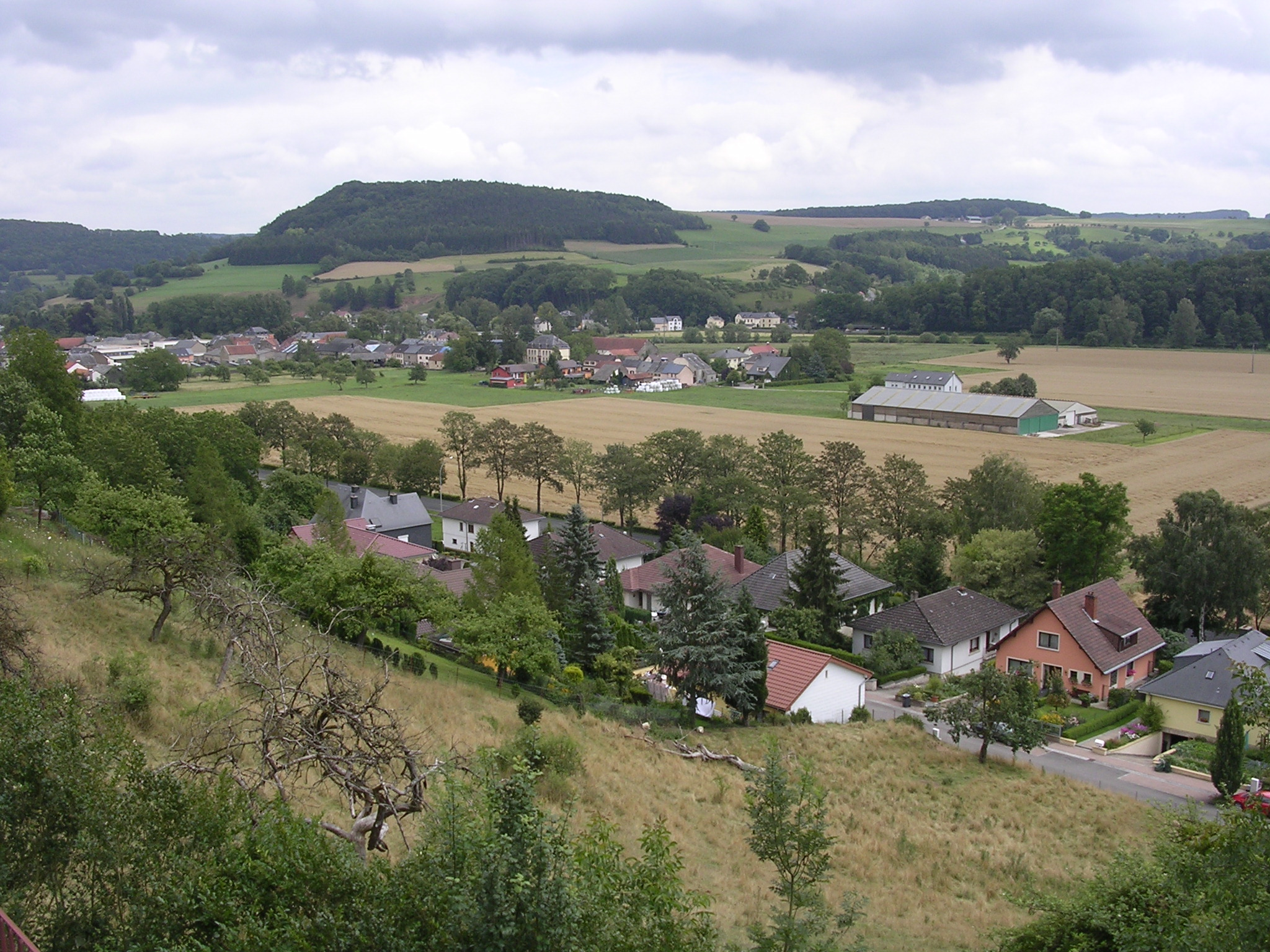
Ansicht von Bettendorf

Die Gemeinde besteht aus drei Teilorten:
| deutscher Name | luxemburgischer Name | französischer Name |
| -------------- | -------------------- | ------------------ |
| Bettendorf     | Bettenduerf          | Bettendorf         |
| Gilsdorf       | Gilsdref             | Gilsdorf           |
| Möstroff       | Méischtref           | Moestroff          |

Darüber hinaus gibt es noch eine Reihe weiterer Wohnplätze auf dem Gebiet der Gemeinde:
| deutscher Name | luxemburgischer Name | französischer Name |
| -------------- | -------------------- | ------------------ |
| Bleesbrück     | Bleesbréck           | Bleesbruck         |
| Broderbour     | Brouderbuer          | Broderbour         |
| Keiwelbach     | Keiwelbaach          | Keiwelbach         |

## Geschichte
Die Ursprünge der einzelnen Dörfer gehen bis in das 13. Jahrhundert zurück. Seit 1827 besteht die Gemeinde in ihrer heutigen Zusammensetzung.

### Zweiter Weltkrieg

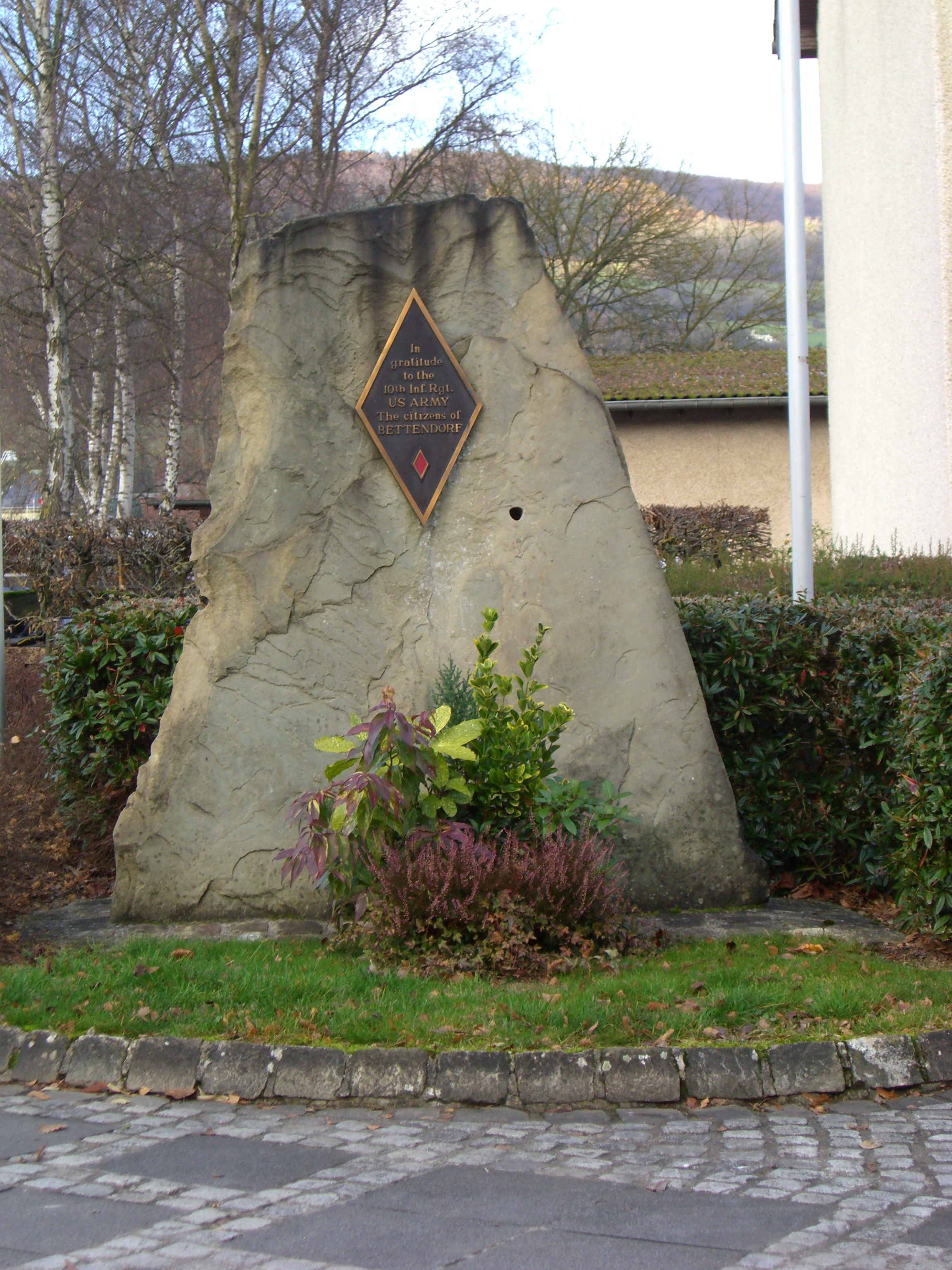
Monument zum Gedenken an die Befreier

Am 10. Mai 1940 begann der Einmarsch der Wehrmacht in Luxemburg. Fünf Minuten vor dem offiziellen Einmarsch kam es in Moestroff zu einem tragischen Zwischenfall, bei dem der Bettendorfer Jean John von deutschen Soldaten erschossen wurde. Dieser war das erste luxemburgische Todesopfer des Zweiten Weltkrieges.
Am selben Tag ereignete sich noch ein weiterer Zwischenfall, bei dem ein Flugzeug der Royal Air Force, mit dem Auftrag, die Sauer- und Grenzbrücke in Wallendorf zu bombardieren, von einer deutschen Flak abgeschossen wurde. Das Flugzeug konnte jedoch in Bettendorf, nahe dem Hirtzenhaf notlanden. Den beiden Besatzungsmitgliedern gelang es noch, alle Dokumente zu verbrennen, ehe sie von deutschen Truppen verhaftet wurden. Der schwerverletzte Pilot DA Cameron und sein Navigator wurden daraufhin nach Diekirch ins Krankenhaus gebracht, wo Cameron noch am selben Tag verstarb.
Am härtesten traf es die Gemeinde während der Ardennenoffensive. Das gesamte Sauertal bildete die Südflanke der Offensive und wurde besonders stark umkämpft. Bereits in den Morgenstunden des 16. Dezember 1944 fielen deutsche Truppen über Hoesdorf in die Gemeinde ein. Am 10. Januar 1945 erreichten die ersten Soldaten des 10. U.S.-Infantry-Regiments Bettendorf, wo es ihnen mit der Unterstützung einiger Einwohner gelang, die Sauer zu überqueren. An dieses wichtige Manöver erinnert heute ein Gedenkstein. Die Überquerung der Sauer in Bettendorf ist auch Gegenstand einer Nachbildung im Nationalen Militärmuseum in Diekirch. Erst am 18. Januar 1945 gelang den amerikanischen Truppen endgültig, das Sauertal zum zweiten Mal zu befreien. Die Ardennenoffensive hatte enorme Schäden in den drei Dörfern angerichtet. Spuren der Offensive kann man bis heute in den umliegenden Wäldern entdecken.

### Nachkriegszeit
1957 wurde auf dem Gelände der Gemeinde ein Campingplatz errichtet, der „Camping um Wirt“ verfügt über etwa 200 Stellplätze und liegt am Ufer der Sauer.
Bis 1964 lagen Bettendorf, Gilsdorf und Möstroff an der Eisenbahnlinie der Prinz-Heinrich-Bahn zwischen Diekirch und Echternach. Diese Strecke wurde endgültig aufgegeben und alle Gleise entfernt; auf der früheren Bahntrasse wurde ein Fahrradweg angelegt.

## Sehenswertes

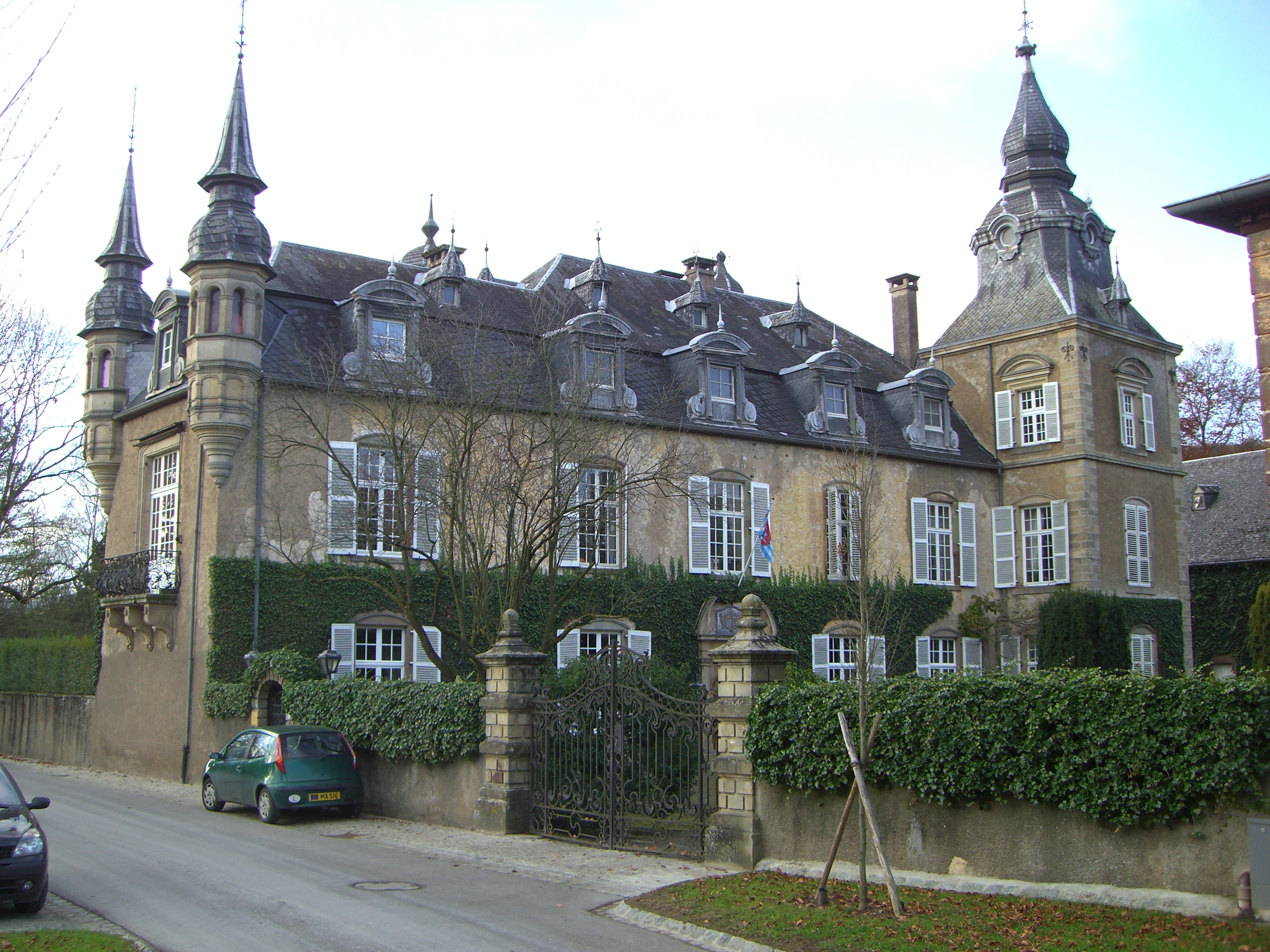
Das Schloss in Bettendorf

Die prägendsten Gebäude der Gemeinde sind das 1728 errichtete Schloss von Bettendorf und das von Moestroff. Beide Gebäude befinden sich jedoch in Privatbesitz und können nicht besichtigt werden.
In den Wäldern um Bettendorf, auf dem Plateau von Hoesdorf, erinnert ein Gedenkpfad an die Ereignisse der Ardennenoffensive um die Ortschaften Bettendorf, Hoesdorf, Reisdorf und Wallendorf (D). Entlang des Pfades sieht man deutliche Spuren des Krieges und an vielen Punkten stehen Informationstafeln, auf denen man die dort stattgefundenen Ereignisse nachlesen kann.

## Verschiedenes
In Moestroff befindet sich, mit einer Länge von ca. 4.000 Metern, die größte Höhle Luxemburgs. Die zwischen 1910 und 1920 entdeckte Höhle war mehrfach Schauplatz großer wissenschaftlicher Arbeiten und ist vor über 300.000 Jahren entstanden. Um sie zu schützen, wurde der Eingang mit einer Gittertür verschlossen.
Die zwischen 1900 und 1903 erbaute Adolphe-Brücke in Luxemburg-Stadt wurde aus dem Stein der Gilsdorfer Steinbrüche erbaut. Sie war zum Zeitpunkt ihrer Errichtung die größte Steinbogenbrücke der Welt. Allein die zwei Mittelbögen bestehen aus 2850 m³ Gilsdorfer Sandstein.

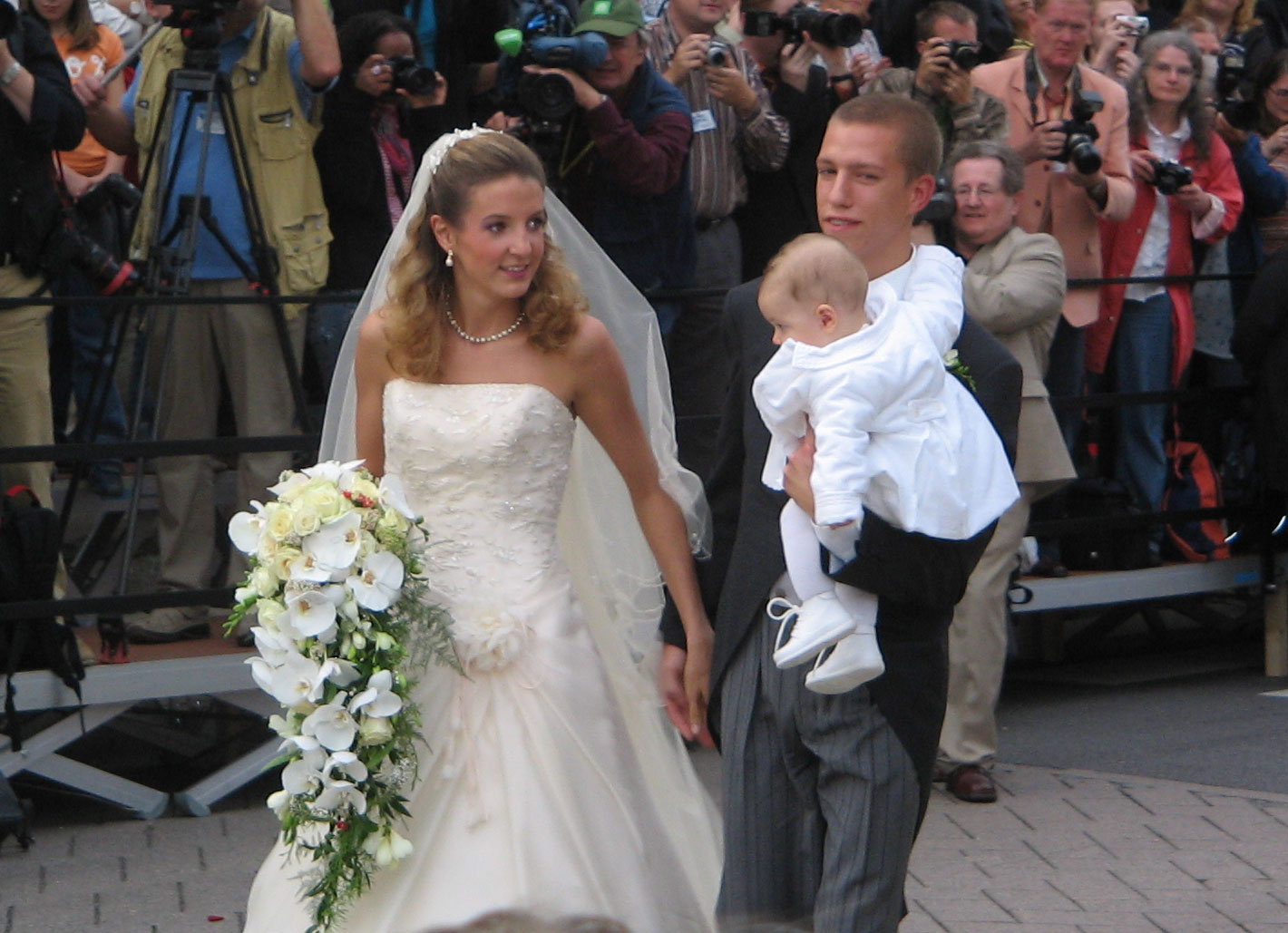
Prinz Louis von Luxemburg, mit Tessy Antony und ihrem Sohn Gabriel anlässlich ihrer Hochzeit in Gilsdorf.

Nordliicht TV ist ein regionaler Fernsehsender mit Sitz in Moestroff. Das Programm, das Nordliicht TV seit 1997 einmal wöchentlich sendet, behandelt lokale Ereignisse im Norden Luxemburgs. Das Programm besteht aus Reportagen über politische, wirtschaftliche, kulturelle und sportliche Ereignisse.
Am 22. April 2006 wurde in der Pfarrkirche von Gilsdorf der voreheliche Sohn von Prinz Louis und seiner Freundin Tessy Antony von Pfarrer Albert Frank auf den Namen Gabriel-Michael-Louis-Ronny getauft. Gabriel ist das erste Enkelkind von Großherzog Henri, aber kein offizielles Mitglied des großherzoglichen Hauses und deshalb von der Thronfolge ausgeschlossen. Am 29. September 2006 heiratete Prinz Louis die bürgerliche Tessy Antony in derselben Kirche. Mit der Heirat verzichtet Louis auf seine Thronfolge, behält aber seinen Namen und seine Anrede. Der Familienname wird zukünftig allerdings de Nassau lauten.
Im Januar 2007 wurde bekannt, dass auf dem Gebiet von Gilsdorf der Neubau des Lycée Technique Agricole entstehen soll. Die Sekundarschule bildet in den Bereichen Landwirtschaft, Forstwirtschaft und Gartenbau aus und ist die einzige ihrer Art in Luxemburg. Seit 1932 ist das technische Lyzeum in Ettelbrück beheimatet, leidet dort aber unter Platzmangel und fehlenden Ausbaumöglichkeiten, weshalb ein Neubau dringend erforderlich wurde.

## Vereine
Die Gemeinde Bettendorf hat viele Vereine, von denen einige über die Gemeindegrenze hinaus bekannt sind:
Der Club des Jeunes Bettendorf (CDJ) gegründet am 21. März 1972, ist einer der größten, ältesten und aktivsten Jugendclubs in Luxemburg. Neben seinen eigenen Veranstaltungen wie dem weitbekannten Fräeschebal nehmen die Bettendorfer auch an vielen Wettbewerben teil und belegen regelmäßig die ersten Plätze. So konnte der CDJ Bettendorf den Landjugendtag 2× hintereinander gewinnen (2004 & 2005) und so den Titel als erster Club des Jeunes überhaupt verteidigen, letztens gewann man 2017 den 1. Preis. Zum zehnjährigen Bestehen des Dachverbandes der Luxemburger Jugendvereine veranstaltete dieser, 2006 in Diekirch, einen Wettbewerb um den „besten CDJ im Lande“ zu ermitteln, bei dem der CDJ Bettendorf schließlich als Sieger hervorging.
Der Indiaca Bettendorf ist der mit Abstand erfolgreichste Indiacaverein des Landes. Neben den luxemburgischen Meisterschaften beteiligt sich der luxemburgische Rekordmeister erfolgreich an der deutschen Indiaca-Liga. Zusammen mit der Mannschaft aus Alzingen qualifizierte sich Bettendorf für den World Cup 2006, der in Viljandi, Estland ausgetragen wurde. Bettendorf ging mit großen Erwartungen in das Turnier, musste sich jedoch im Halbfinale dem TSV Grünwinkel geschlagen geben. Im Spiel um Platz 3 verlor die Mannschaft anschließend das Spiel gegen Angstgegner CVJM Kamen und belegte letztendlich den 4. Platz. Der Bettendorfer Verein stellt zudem einen Großteil der Spieler der luxemburgischen Indiaca Nationalmannschaften, die Luxemburg erfolgreich bei den bisherigen Indiaca Weltmeisterschaften in Estland, Japan und Luxemburg vertreten haben. Bei der 3. Indiaca Weltmeisterschaft in Ettelbrück, wurde eine mit fast ausschließlich Bettendorfer Spielern besetzte Herren-Nationalmannschaft sensationell Indiaca-Weltmeister.

## Töchter und Söhne der Gemeinde
- Franz Heck (1899–1977), Radrennfahrer, geboren in Gilsdorf
- Grégoire Leisen (1916–1993), Radrennfahrer
- Pit Leyder (* 1997), Radrennfahrer